# Józefina (imię)
Józefina – żeński odpowiednik imienia Józef. Patronką tego imienia jest m.in. św. Józefina Bakhita (1868–1947). 
Józefina imieniny obchodzi 8 lutego, 12 marca, 3 października, 16 października i 22 października.

## Osoby noszące imię Józefina
- Józefina – cesarzowa Francji
- Josephine Baker – tancerka
- Joséphine Pagnier – francuska skoczkini narciarska
- Józefina Pellegrini-Osiecka (1921–2001) – polska aktorka, piosenkarka i wróżka
- Anna Józefina Lubieniecka – polska wokalistka.
- Marie Trintignant, właśc. Marie Joséphine Innocente Trintignant – francuska aktorka filmowa i telewizyjna.